# Prorates ballmeri
Prorates ballmeri är en tvåvingeart som beskrevs av Akira Nagatomi och Liu 1994. Prorates ballmeri ingår i släktet Prorates och familjen fönsterflugor.
Artens utbredningsområde är Kalifornien. Inga underarter finns listade i Catalogue of Life.